# Maximiliano Estébanez
Maximiliano Estébanez (Baquerín de Campos, 1871-Caudete, 1935) fue un escritor y misionero español, miembro de la Orden de San Agustín.

## Biografía
Nacido el 12 de marzo de 1871 en la localidad palentina de Baquerín de Campos, estudió Latín y Humanidades en Barriosuso de Valdavia e ingresó en el Colegio de Valladolid en noviembre de 1886. Terminada la carrera eclesiástica, que estudió en el colegio citado y en el de La Vid (Burgos), fue destinado a Filipinas en 1894 y allí regentó la misión de Sabangán. Cayó prisionero en septiembre de 1898. En enero de 1900 recobró la libertad y fue destinado al convento de Manila, donde residió hasta 1902, cuando regresó a España. Desde entonces figuró como redactor de la revista España y América, de la que fue director entre 1911 y 1915. Falleció el 21 de abril de 1935 en la localidad albaceteña de Caudete.
Entre sus publicaciones se encontraron unas Poesías, así como diversos artículos en revistas como España y América y La Estrella de Antipolo.